# 줌인 아침!
《줌인!아침》(ズームイン!!朝!)은 일본의 니혼 TV에 방송됐던 1979년 3월부터 2001년 9월까지 아침 정보 프로그램이다.

## 개요 및 역사
도쿄도 지요다구 니반초(고지마치)에 위치한 당시 니혼TV 본사 내에 마련된 오픈 스튜디오 "마이스튜디오(통칭: 마이스타)"를 거점으로, 국내외 현장 중계를 중심으로 구성된 프로그램이었다. 최신 뉴스, 날씨, 스포츠 정보는 물론, 프로그램의 핵심 코너인 일본 열도 각지에서의 생중계와 특집 코너들도 방송되었다. 한편, 연예 정보는 프로그램 초기부터 말기까지 가수나 탤런트가 게스트로 출연하지 않는 한 거의 다루지 않았다.
프로그램 시작과 함께, 당시 새로 지어진 니혼TV 남본관 1층에 '마이스튜디오'가 신설되었다. 마이스튜디오는 이 프로그램 외에도 "룬룬 아침 6시 생정보"(1983년 5월 방송 시작), 타운5, 이혼TV 하이라이트’ 등에서도 사용되었으며, 스튜디오의 특성을 살려 외부 중계 방송을 처리하는 "중계 서브(리모트 서브)"로도 활용되었다.
니혼TV에서의 방송 시간은 오전 7시부터 8시 30분까지(JST)였으며, 프로그램 시작 이래 변함없이 유지되었다. 단, 일부 네트워크 지역국에서는 방송 시간이 달랐던 사례도 있었다.
프로그램의 마스코트는 인공위성을 의인화한 캐릭터 줌군(ズームくん)’으로, 자막이나 프로그램 관련 기념품 등에 사용되었다. 이 캐릭터는 프로그램 초기부터 1985년경까지의 오프닝 애니메이션과 ‘프로야구 이레코미 정보’의 오프닝 CG, 1995년부터 1998년까지의 오프닝 CG에서도 등장했다. 그러나 프로그램 종료와 함께 사라졌고, 후속 프로그램인 『줌인!! 슈퍼』에서는 한동안 마스코트 캐릭터가 사용되지 않았다.
1979년 3월 5일에 첫 방송 시작하였으며, 2001년 10월 1일, 본 프로그램은 리뉴얼 형태로 『줌인!! 슈퍼』로 새롭게 출발하였다.

## 진행자
- 초대 진행자: 도쿠미츠 가즈오 (1979년 3월 5일 ~ 1988년 3월 7일)
- 2대 진행자: 후쿠토메 노리오 (1988년 3월 7일 ~ 1998년 8월 31일)
- 3대 진행자: 후쿠자와 아키라 (1998년 9월 1일 ~ 2001년 9월 28일)

## 같이 보기
- 아침 정보 프로그램